# کورین لاگاش
کورین لاگاش (انگلیسی: Corinne Lagache؛ زادهٔ ۹ دسامبر ۱۹۷۵) بازیکن فوتبال اهل فرانسه است.
وی همچنین در تیم ملی فوتبال زنان فرانسه بازی کرده‌است.